# 塔尔气站
塔尔气站，最初称一二五公里站，70年代改称松岭站，后改现名，位于中华人民共和国内蒙古自治区呼伦贝尔市牙克石市塔尔气镇，是博林铁路上的火车站，建于1947年，由中国铁路哈尔滨局集团管辖。

## 歷史
- 建于1947年。

## 車站周邊
- 塔尔气镇中心卫生院

## 外部連結
- 中国铁路客户服务中心 （页面存档备份，存于）